# Campionat de Catalunya de futbol 1918-1919
La temporada 1918-19 del Campionat de Catalunya de futbol fou la vintena edició de la competició. Fou disputada la temporada 1918-19 pels principals clubs de futbol de Catalunya.

## Primera Categoria

### Classificació final
| Pos | Equip                   | PJ | PG | PE | PP | GF | GC | DG  | Pts | Classificació |
| --- | ----------------------- | -- | -- | -- | -- | -- | -- | --- | --- | ------------- |
| 1   | FC Barcelona (C)        | 10 | 8  | 1  | 1  | 31 | 6  | +25 | 17  | Campió        |
| 2   | RCD Espanyol            | 10 | 7  | 1  | 2  | 15 | 5  | +10 | 15  |               |
| 3   | FC Espanya              | 10 | 6  | 1  | 3  | 17 | 9  | +8  | 13  | (Nota)        |
| 4   | FC Internacional        | 10 | 4  | 1  | 5  | 13 | 14 | −1  | 9   |               |
| 5   | CS Sabadell             | 10 | 2  | 0  | 8  | 5  | 22 | −17 | 4   |               |
| 6   | Atlètic de Sabadell (R) | 10 | 1  | 0  | 9  | 5  | 30 | −25 | 2   | Promoció      |

La primera categoria (Primera A) mantingué el format de la temporada anterior. El FC Barcelona es proclama campió. L'Atlètic de Sabadell disputa la promoció.

### Resultats finals
- Campió de Catalunya: FC Barcelona
- Classificats per Campionat d'Espanya: FC Barcelona
- Descensos: Athletic FC de Sabadell
- Ascensos: CE Europa

## Segona Categoria
| Pos | Equip              | PJ | PG | PE | PP | GF | GC | DG  | Pts | Classificació   |
| --- | ------------------ | -- | -- | -- | -- | -- | -- | --- | --- | --------------- |
| 1   | CE Europa (C, P)   | 10 | 8  | 0  | 2  | 26 | 13 | +13 | 16  | Campió          |
| 2   | CE Júpiter         | 10 | 7  | 2  | 1  | 19 | 11 | +8  | 16  |                 |
| 3   | FC Badalona        | 10 | 4  | 2  | 4  | 13 | 19 | −6  | 10  |                 |
| 4   | CS de Sants        | 10 | 3  | 3  | 4  | 15 | 23 | −8  | 9   |                 |
| 5   | L'Avenç de l'Sport | 10 | 3  | 1  | 6  | 17 | 22 | −5  | 7   |                 |
| 6   | Terrassa FC (O)    | 10 | 1  | 0  | 9  | 7  | 9  | −2  | 2   | Promoció (Nota) |

La segona categoria (Primera B) mantingué el format de la temporada anterior. En el desempat entre els dos primers per al títol:
| CE Europa                   | 3 - 1 suspès | CE Júpiter |
| --------------------------- | ------------ | ---------- |
| Alcázar · Alegre · Sotillos | [ 4 ]        | Blanchart  |

| CE Europa                  | 4 - 1 | CE Júpiter |
| -------------------------- | ----- | ---------- |
| Sotillos · Alegre · Nogués | [ 5 ] | Alcañiz    |

El CE Europa es proclama campió de Primera B. L'Europa i l'Atlètic de Sabadell disputaren la promoció per una plaça a la Primera A la següent temporada:
| Atlètic FC de Sabadell | 1 - 6 | CE Europa               |
| ---------------------- | ----- | ----------------------- |
| penal                  | [ 6 ] | penal · Nogués · Alegre |

| Atlètic FC de Sabadell | 1 - 4 | CE Europa                   |
| ---------------------- | ----- | --------------------------- |
| Mateu                  | [ 7 ] | Nogués · Alcázar · Pelaó II |

El CE Europa es classifica per la Primera A la següent temporada.

### Partit dels campions
Amb l'ascens a la primera categoria, l'Europa va tenir dret a disputar el títol de Campió de Catalunya enfront del campió de la Primera A, el Barcelona:
| FC Barcelona                            | 8 - 2 | CE Europa       |
| --------------------------------------- | ----- | --------------- |
| Alcántara · Martínez · Vinyals · Sancho | [ 8 ] | Alegre · Nogués |

| CE Europa | 2 - 6 | FC Barcelona                   |
| --------- | ----- | ------------------------------ |
| Alegre    | [ 9 ] | Lakatos · Alcántara · Martínez |

El FC Barcelona és confirma campió de Catalunya.

## Tercera Categoria
La tercera categoria (anomenada Segona Categoria) es dividí en quatre grups amb els següents equips:
- Grup A: FC Martinenc, Verdaguer, FC Andreuenc, Barcino, Atlètic, Argós
- Grup B: Catalunya, Iluro SC, Stadium, Bétulo, Barceloneta, Català SC
- Grup C: Güell, FC Santboià, Avenç d'Esplugues, Hospitalenc SC, Santfeliuenc, Cornellà
- Grup D: Mercantil, Granollers SC, Siglo, Caldes, CS Manresa

Es proclamaren campions dels respectius grups Andreuenc, Iluro, Santboià i Caldes. Aquests clubs s'enfrontaren per decidir el campionat de la tercera categoria que finalment fou pel FC Andreuenc que s'enfrontà al FC Terrassa per una plaça a la Primera B en els partits de promoció:
| FC Terrassa | 3 - 0  | FC Andreuenc |
| ----------- | ------ | ------------ |
|             | [ 17 ] |              |

| FC Terrassa | 5 - 1  | FC Andreuenc |
| ----------- | ------ | ------------ |
|             | [ 18 ] |              |

El FC Terrassa conserva la categoria.
El Gimnàstic de Tarragona es proclamà campió de la demarcació de Tarragona i l'Ateneu Deportiu Guíxols de la de Girona, enfrontant-se amb l'Andreuenc pel campionat de Catalunya de tercera categoria. El FC Andreuenc es proclamà campió.